# Yáhuar Huácac

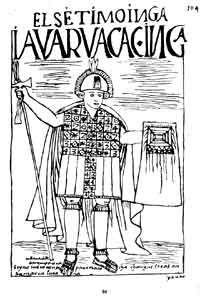
Yáhuar Huácac

Yáhuar Huácac (Quechua: Yawar Waqaq, hij, die bloedige tranen stort) was de zevende Inca-heerser van het koninkrijk Cuzco, het latere Incarijk. Hij regeerde vanaf ongeveer 1380. Yáhuar Huácac was de vader van de latere Incaheerser Viracocha en de zoon van Inca Roca. Hij was getrouwd met Mama Chikya, ook wel Chu-Ya genoemd.
Yáhuar Huácac heeft, in tegenstelling tot andere Incaheersers, weinig gebouwd in Cuzco. Hij heeft zelfs geen paleis voor zichzelf gebouwd wat verwacht werd van een Inca.
Als zoon van Inca Roca werd Yahuar Huacac ontvoerd door leden van het bondgenootschap in verband met 'een rivaliteit op amoureus terrein' en met de dood bedreigd. Volgens het verhaal zien zijn beulen dat hij bij het horen van zijn vonnis 'tranen van bloed' weent. Hij vindt genade en weet met hulp van een concubine van zijn ontvoerder te ontkomen naar Cuzo. Daar werd hij mederegent van Inca Roca onder de naam Yahuar Huacac, 'hij die bloedige tranen stort'.